# Вербовка (Самарская область)
Вербовка — посёлок в Исаклинском районе Самарской области России. Входит в состав сельского поселения Ключи.

## География
Посёлок находится на расстоянии примерно 15 км (по прямой) к северо-западу от села Исаклы, административного центра района.

### Часовой пояс
Посёлок Вербовка, как и вся Самарская область, находится в часовой зоне МСК+1. Смещение применяемого времени относительно UTC составляет +4:00.

## Население
| 2010 |
| ---- |
| 15   |

### Национальный состав
Согласно результатам переписи 2002 года, в национальной структуре населения русские составляли 74 % из 66 чел.